# Achille-Eugène Godefroy
Achille-Eugène Godefroy né au Havre le 15 novembre 1882 et mort à Moulin-sous-Touvent le 20 septembre 1914 est un peintre français mort pour la France..

## Biographie
Achille-Eugène Godefroy est le fils d'Eugène Auguste Godefroy, typographe, et de Valentine Adélaide Lechartier.
Il est élève de Lefebvre et Robert-Fleury à l'école spéciale des Beaux-Arts.
Il est ajourné dans son service militaire pour cause de faiblesse en 1903.
En 1904, il obtient le second grand prix de Rome (pas de premier grand prix décerné cette année là).
En novembre 1904, il intègre le 129e régiment d'infanterie, nommé caporal en 1905, puis sergent en 1906
.
Il est promu par décret en 1909 sous-lieutenant dans la réserve.
Entre 1909 et 1911, il vit à Paris, rue des Tournelles.
De retour au Havre, il assiste son père et devient imprimeur. Il épouse en janvier 1912 Élisa Charlotte Morice. En octobre nait leur fils Georges Godefroy.
Il est rappelé sous les drapeaux le 2 août 1914, mobilisé avec le grade de lieutenant au 318e régiment d'infanterie. Il prend part aux batailles de l'Ourcq et de l'Aisne.
Il meurt au champ d'honneur à Moulin-sous-Touvent le 20 septembre 1914. Son corps est déclaré disparu
.
En février 1920, après que son corps soit retrouvé et identifié, il est inhumé, d'abord au cimetière militaire de Nampcel, puis définitivement à la Nécropole nationale de Tracy-le-Mont.